# Piràmide d'Akapana

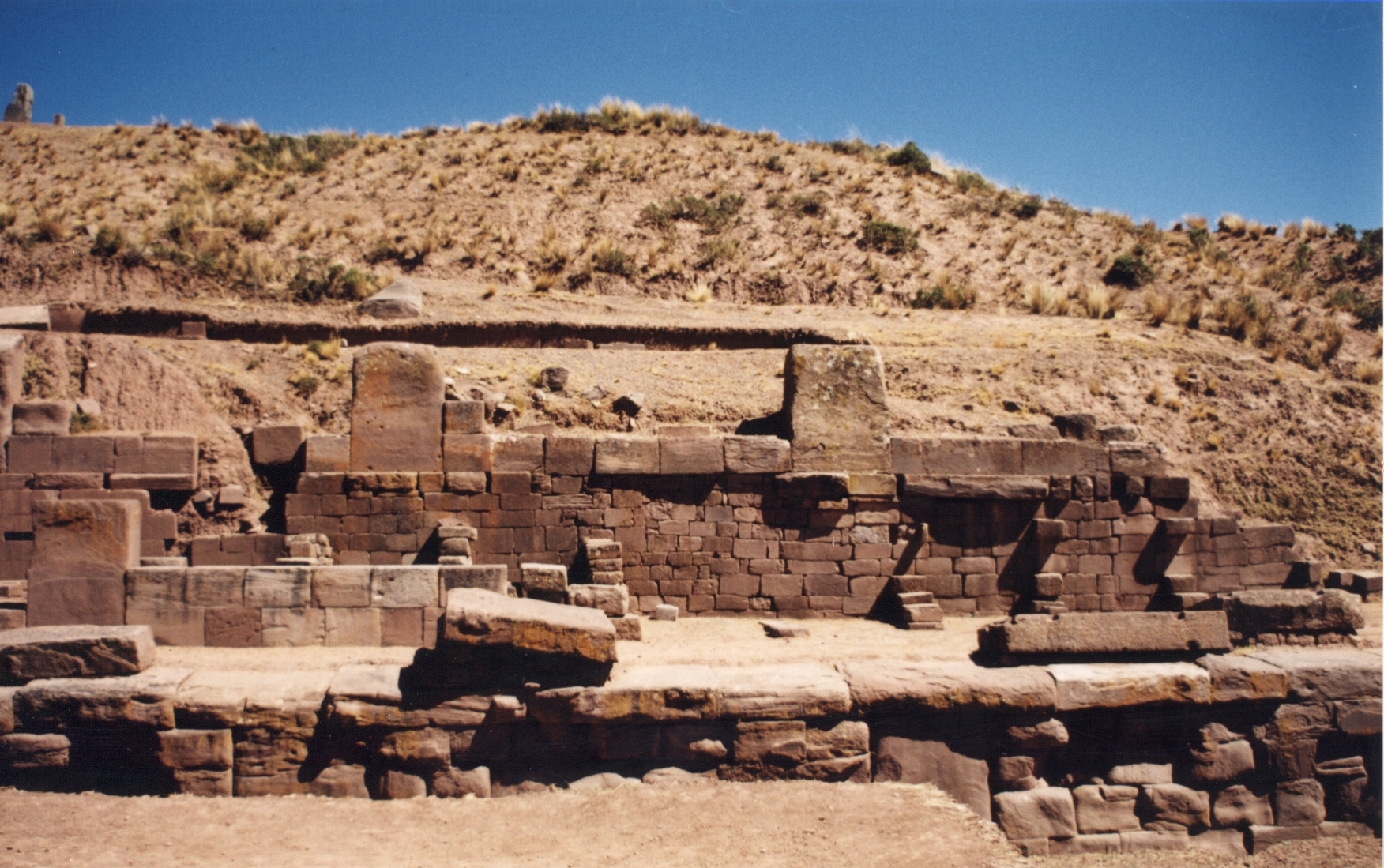
Vista parcial de les ruïnes de la Piràmide d'Akapana, a Tiwanaku

Akapana se situa en les ruïnes arqueològiques de Tiwanaku, Bolívia. La piràmide d'Akapana és un dels majors edificis de la civilització de Tiwanaku. Les seues dimensions generals són: 194,14 m d'amplària, 182,4 m de llarg i una alçada de 18 m, sobre una àrea de 28.436,56 m². Es compon de set nivells de plataformes contingudes per parets esculpides.
El primer occidental que observà el sistema de construcció d'aquesta estructura monumental fou el marqués de Naidaillac, al 1883, i afirmà que es tractava d'un edifici amb terrasses successives, una damunt l'altra, compost per parets sòlides en comparança amb les piràmides mesoamericanes. També és el primer occidental que la mesurà en 45 m.
La piràmide d'Akapana va patir una severa i constant degradació en les ruïnes de Tiwanaku amb la invasió dels espanyols (vegeu-ne història de Bolívia). En l'era colonial començaren a desmuntar el cim de la piràmide, i va sofrir una enorme devastació pels caçadors de tresors: feren una mena d'obertura a la part superior que encara hui hi és com a prova del seu vandalisme i destrucció. Aquesta depressió esdevingué una llacuna que quan surt de mare causa seriosos danys a l'estructures veïnes.
A la primeria del segle xx, només s'hi havien fet algunes excavacions en què descobriren parts de les parets i part d'una estructura hidràulica hui desapareguda que consistia en un canal de drenatge al sud-est del cim de la piràmide, que baixava cap al sud, seguint el perfil esglaonat.
El 1972, Jorge Arellano feu un primer sondatge en la piràmide utilitzant tècniques geofísiques. I al 1976-1979, l'arqueòleg Gregorio Cordero Miranda, quan excavava l'est de la piràmide, va veure que la primera i segona paret estaven quasi senceres, mentre que de la tercera només en restaven alguns blocs.
Durant els anys 1988 i 1989, el "Seminari Internacional d'Excavacions Arqueològiques de Tiwanaku", esdeveniment dirigit per l'arqueòleg americà A. Kolata, va començar a excavar-ne una secció del costat nord i de l'oest, i també al cim: confirmaren l'existència de set nivells i plataformes d'aquesta gran estructura, així com l'existència d'un "col·lector principal" que s'havia descobert al començament del segle, tot i que pràcticament desmuntat i quasi totalment destruït. A més, al "sector" nord s'exhumaren molts soterraments. Analitzant-los curosament, van descobrir que molts d'aquests cossos corresponien a dates molt posteriors a la construcció de la piràmide.